# Janis Siegel
Janis Siegel (New York, 1952. július 23. vagy 1953. július 23. –) amerikai dzsesszénekesnő, leginkább a The Manhattan Transfer énekegyüttes tagjaként vált ismertté.

## Pályakép
Janis Siegel a James Madison High Schoolban tanult. Első lemezfelvételén még a Young Generation nevű együttessel szerepelt, amely egyetlen kislemez, a „The Hideaway” kiadása után feloszlott. Siegel ekkor csatlakozott a The Loved Ones (később Laurel Canyon nevű) folk trióhoz.
1972-ben, miután az első Manhattan Transfer feloszlott, Tim Hauser (az alapító) találkozott Siegellel egy partin.
Néhány demó felvétele után 1972. október 1-jén létrehozták az új The Manhattan Transfert. A The Manhattan Transfer stabil nemzetközi népszerűséget szerzett. Az 1930-as évektől az 1980-as évekig terjedően dalokat számos műfajban alkottak, ideleértve a fúziós dzsesszt, a R&B-t, a popot és a doo-wopot.
Janis Siegel részvételével 10 Grammy-díjat kaptak. 2003-ban bekerült a Vocal Group Hall of Fame-be.
A Transfernél végzett játék mellett Siegel szólókarriert is folytatott. 1982-ben adta ki első albumát „Experiment in White” címmel. 1985-ben Siegel csatlakozott Jon Hendrickshez, Bobby McFerrinhez és Dianne Reeveshez a Sing, Sing, Sing nevű együttesben. 2015-ben kiadta a Honey & Air-t John DiMartino-val és Nanny Assis-szel.
Tagja volt Bobby McFerrin Voicestra-nak is.

## Albumok
- 1987: Trouble Man
- 1987: Small Day Tomorrow
- 1987: At Home
- 1999: The Tender Trap
- 2002: I Wish You Love
- 2003: Friday Night Special
- 2004: Sketches of Broadway
- 2006: A Thousand Beautiful Things
- 2013: Janis Siegel – Nightsongs: A Late Night Interlude

## Díjak
- A Manhattan Transfer tagjaként 10 Grammy-díjat nyert.
- 1987: második szólóalbumát, az At Home-t Grammy-díjra jelölték a legjobb női vokális dzsessz előadás kategóriában.
- 1993: a Berklee College of Music tiszteletbeli zenei doktora.
- 2003: Vocal Group Hall of Fame(wd)